# Montserrat Torrent
Montserrat Torrent i Serra (Barcelona, Espanha, 17 de abril de 1926) é uma organista espanhola.

## Biografia
Nascida em 1926 em Barcelona, Espanha. Iniciou seus estudos de música como pianista com sua mãe, aluna do compositor Enrique Granados. Estudou na Escola Marshall e no Conservatório Superior Municipal de Música de Barcelona. Mais tarde, estudou em Paris.

## Atividade
Nomeada professora de Órgãos no Conservatório Municipal de Barcelona, começou sua carreira atuando na Europa, Estados Unidos e América do Sul, com foco em órgão como instrumento de música popular.
Em 1962, fundou a Associação de Amigos de Órgãos.